# Turdoides atripennis
Turdoides atripennis là một loài chim thuộc họ Leiothrichidae.
Nó có mặt ở Benin, Cameroon, Cộng hòa Trung Phi, Cộng hòa Dân chủ Congo, Bờ Biển Ngà, Gambia, Ghana, Guinée, Guiné-Bissau, Liberia, Mali, Nigeria, Senegal, Sierra Leone, Togo, Uganda. Môi trường sống tự nhiên của nó là vùng rừng mưa hạ du ẩm nhiệt đới và cận nhiệt đới.
Loài này được chuyển từ chi đơn loài Phyllanthus sang Turdoides dựa trên kết quả một nghiên cứu phát sinh chủng loại phân tử công bố năm 2018.